# Agalmyla keysseri
Agalmyla keysseri là một loài thực vật có hoa trong họ Tai voi. Loài này được (Diels) Hilliard & B.L.Burtt mô tả khoa học đầu tiên năm 2002.